# Ahmad Nadeem Qasmi
Ahmad Nadeem Qasmi (en ourdou : احمد ندیم قاسمی) né Ahmad Shah Awan (en ourdou : احمد شاہ اعوان) le 20 novembre 1916 dans le district de Khushab et mort le 10 juillet 2006 à Lahore, est un poète, auteur, journaliste, philosophe, dramaturge et critique littéraire pakistanais.
Récompensé au Pakistan pour son œuvre, il est considéré comme l'un des auteurs les plus importants du pays et est honoré pour sa contribution à la littérature ourdou.   

## Jeunesse et vie personnelle
Ahmad Nadeem Qasmi est né le 20 novembre 1916 à Angah, un village du district de Khushab, alors situé dans la province unie du Pendjab, qui est intégré au Raj britannique lors de l'époque coloniale. Son nom de naissance est Ahmad Shah Awan. Son père est Peer Ghulam Nabi. Il a eu deux enfants, une fille et un fils : Naheed Qasmi et Nauman Qasmi. Il termine ses études à l'Université du Pendjab en 1935.

## Œuvres
Ahmad Nadeem Qasmi est surtout connu pour ses œuvres de poésies, comme par exemple les collections de poèmes Jalal-o-Jamal, Shola-i-Gul et Kisht-i-Wafa, ainsi que pour ses livres de nouvelles (par exemple Chopaal, Sannata et Kapaas ka Phool). Il a également écrit diverses chroniques dans de nombreux médias de presse écrite.
Il publie son premier recueil de nouvelles en 1939 et ensuite sa première anthologie de poèmes. En 1947, il se retrouve au Pakistan après la partition des Indes. Il est notamment membre de l'Association des écrivains progressistes du Pakistan, une association dont le pouvoir a parfois soupçonné de sympathies avec les milieux communistes. Entrant en conflit avec les autorités, il est emprisonné plusieurs fois.
Il a obtenu différentes récompenses au Pakistan pour son œuvre, notamment le « Prix de la performance » en 1968, une reconnaissance de l'académie des Lettres du Pakistan et la médaille Sitara-i-Imtiaz en 1990, la plus haute distinction civile du pays.
Le 10 juillet 2006, il meurt dans un institut de cardiologie de Lahore des suites d'une crise d’asthme à l'âge de 89 ans. Il est alors salué par une grande partie des artistes du pays ainsi que par des hommes politiques, comme Chaudhry Pervaiz Elahi, alors ministre en chef de la province du Pendjab. Il est honoré comme l'un des plus grands poètes de l'histoire du pays ainsi qu'une des figures de la littérature ourdou,.